# Liège-Bastogne-Liège féminin 2024
Cet article concerne l'édition féminine de Liège-Bastogne-Liège. Pour la course masculine, voir Liège-Bastogne-Liège 2024.
La 8e édition du Liège-Bastogne-Liège féminin a lieu le 21 avril 2024. Elle fait partie de l'UCI World Tour féminin. Elle est remportée par l'Australienne Grace Brown. 

## Équipes
| UCI Women's WorldTeams (15)- AG Insurance-Soudal Team - Canyon-SRAM Racing - Ceratizit-WNT Pro Cycling - FDJ-Suez - Fenix-Deceuninck - Human Powered Health - Lidl-Trek - Liv AlUla Jayco - Movistar Team - Roland - Team DSM-Firmenich PostNL - SD Worx-Protime - Team Visma \| Lease a Bike - UAE Team ADQ - Uno-X Mobility Équipes féminines continentales (9)- Arkea-B&B Hotels women - Cofidis - EF Education-Cannondale - Laboral Kutxa-Fundacion Euskadi - Lifeplus Wahoo - Lotto Dstny Ladies - St Michel-Mavic-Auber93 - Team Coop-Repsol - VolkerWessels |
| |

## Parcours
Partant de la ville ardennaise de Bastogne, le parcours long de 147,6 km rejoint Liège après avoir gravi neuf côtes répertoriées :
| Num | Nom                                 | km    | Longueur (m) | Pente moyenne | km de l'arrivée |
| --- | ----------------------------------- | ----- | ------------ | ------------- | --------------- |
| 1   | Côte de Saint-Roch                  | 19,2  |              |               | 128,4           |
| 2   | Côte de Wanne                       | 62,5  | 3 600        | 5,1 %         | 85,1            |
| 3   | Côte de Stockeu                     | 69,1  | 1 000        | 12,5 %        | 78,5            |
| 4   | Côte de la Haute-Levée              | 73,3  | 2 200        | 7,5 %         | 74,3            |
| 5   | Col du Rosier                       | 87,5  | 4 400        | 5,9 %         | 60,1            |
| 6   | Col de Desnié                       | 100,9 | 1 600        | 8,1 %         | 46,7            |
| 7   | Côte de La Redoute                  | 113,6 | 1 600        | 9,4 %         | 34,0            |
| 8   | Côte des Forges (Stèle Stan Ockers) | 124,3 | 1 300        | 7,8 %         | 23,3            |
| 9   | Côte de la Roche aux faucons        | 134,2 | 1 300        | 11 %          | 13,4            |

## Favorites
La vainqueur sortante Demi Vollering fait figure de favorite, même si elle a été devancée par Katarzyna Niewiadoma à la Flèche wallonne. Cette dernière est donc également prétendante à la victoire. Elisa Longo Borghini, troisième à Huy, ainsi que Marianne Vos qui a remporté l'Amstel Gold Race sont les autres favorites.

## Récit de la course
Une première échappée avec Špela Kern et Titia Ryo se forme et est reprise dans la Côte de Saint-Roch. Dans celle-ci, Sarah Gigante sort seule. Elle obtient un avantage allant jusqu'à trois minutes vingt-cinq. Un groupe de poursuite avec Stina Kagevi, Sara Martín et Kim Cadzow. Le peloton reprend cette poursuite à soixante-dix-neuf kilomètres du but. Dans la Côte de Stockeu, Elise Chabbey attaque. Elle emmène avec elle sept autres coureuses : Grace Brown, Kim Cadzow, Mischa Bredewold, Lucinda Brand, Eva van Agt, Mikayla Harvey et Flora Perkins. Dans le Col du Rosier, ce groupe revient sur Gigante. Derrière, Julie Bego attaque depuis le peloton. Elle est reprise à vingt-quatre kilomètres de la fin. Le peloton ne chasse pas véritablement l'échappée. La Côte de la Redoute provoque l'éclatement du groupe de tête. Brown, Chabbey et Cadzow passent les premières au sommet. Le peloton passe la difficulté au train. Ayant perdu leurs représentantes à l'avant, Lidl-Trek et SD Worx-Protime commencent la poursuite. Chabbey tente de distancer ses deux compagnons d'échappée dans la Roche aux Faucons, mais le trio se reforme. Elisa Longo Borghini attaque. Elle est suivie par Niewiadoma et Vollering, mais Vos doit lâcher prise. Dans le faux-plat suivant la côte, Vollering et Longo Borghini coopèrent pour revenir sur la tête. La jonction a lieu à huit kilomètres de la fin. Dans un rond-point, la roue arrière de Brown glisse. Elle sort de route mais ne tombe pas. Le groupe se reforme. Niewiadoma accélère dans le final, mais sans succès. La Polonaise lance le sprint, elle est rapidement remontée par Longo Borghini, mais c'est Brown qui s'impose finalement.

## Classements

### Classement final
| \| Classement général \| Classement général \| Classement général \| Classement général \| Classement général \| \| Coureuse \| Coureuse \| Pays \| Équipe \| Temps \| \| ------------------ \| -------------------- \| ------------------ \| -------------------------- \| ------------------ \| \| 1re \| Grace Brown \| Australie \| FDJ-Suez \| 4 h 29 min 00 s \| \| 2e \| Elisa Longo Borghini \| Italie \| Lidl-Trek \| + 0 s \| \| 3e \| Demi Vollering \| Pays-Bas \| SD Worx-Protime \| + 0 s \| \| 4e \| Elise Chabbey \| Suisse \| Canyon-SRAM Racing \| + 0 s \| \| 5e \| Katarzyna Niewiadoma \| Pologne \| Canyon-SRAM Racing \| + 0 s \| \| 6e \| Kim Cadzow \| Nouvelle-Zélande \| EF Education-Cannondale \| + 0 s \| \| 7e \| Marianne Vos \| Pays-Bas \| Team Visma \\| Lease a Bike \| + 52 s \| \| 8e \| Juliette Labous \| France \| Team dsm-firmenich PostNL \| + 52 s \| \| 9e \| Ricarda Bauernfeind \| Allemagne \| Canyon-SRAM Racing \| + 52 s \| \| 10e \| Niamh Fisher-Black \| Nouvelle-Zélande \| SD Worx-Protime \| + 52 s \| |                      |                  |                            |                 |
| |                      |                  |                            |                 |
| Source : ProCyclingStats |                      |                  |                            |                 |
| Classement général |                      |                  |                            |                 |
| Coureuse | Coureuse             | Pays             | Équipe                     | Temps           |
| 1re | Grace Brown          | Australie        | FDJ-Suez                   | 4 h 29 min 00 s |
| 2e | Elisa Longo Borghini | Italie           | Lidl-Trek                  | + 0 s           |
| 3e | Demi Vollering       | Pays-Bas         | SD Worx-Protime            | + 0 s           |
| 4e | Elise Chabbey        | Suisse           | Canyon-SRAM Racing         | + 0 s           |
| 5e | Katarzyna Niewiadoma | Pologne          | Canyon-SRAM Racing         | + 0 s           |
| 6e | Kim Cadzow           | Nouvelle-Zélande | EF Education-Cannondale    | + 0 s           |
| 7e | Marianne Vos         | Pays-Bas         | Team Visma \| Lease a Bike | + 52 s          |
| 8e | Juliette Labous      | France           | Team dsm-firmenich PostNL  | + 52 s          |
| 9e | Ricarda Bauernfeind  | Allemagne        | Canyon-SRAM Racing         | + 52 s          |
| 10e | Niamh Fisher-Black   | Nouvelle-Zélande | SD Worx-Protime            | + 52 s          |

### UCI World Tour

#### Points attribués
| Position           | 1er | 2e  | 3e  | 4e  | 5e  | 6e  | 7e  | 8e  | 9e | 10e | 11e | 12e | 13e | 14e | 15e | 16e à 20e | 21e à 30e | 31e à 40e |
| Classement général | 400 | 320 | 260 | 220 | 180 | 140 | 120 | 100 | 80 | 68  | 56  | 48  | 40  | 32  | 28  | 24        | 16        | 8         |

| Classement par points | Classement par points | Classement par points | Classement par points      | Classement par points |
| Coureuse              | Coureuse              | Pays                  | Équipe                     | Points                |
| --------------------- | --------------------- | --------------------- | -------------------------- | --------------------- |
| 1re                   | Lotte Kopecky         | Belgique              | SD Worx-Protime            | 2146 pts              |
| 2e                    | Elisa Longo Borghini  | Italie                | Lidl-Trek                  | 1883 pts              |
| 3e                    | Elisa Balsamo         | Italie                | Lidl-Trek                  | 1828 pts              |
| 4e                    | Lorena Wiebes         | Pays-Bas              | SD Worx-Protime            | 1532 pts              |
| 5e                    | Marianne Vos          | Pays-Bas              | Team Visma \| Lease a Bike | 1440 pts              |
| 6e                    | Katarzyna Niewiadoma  | Pologne               | Canyon-SRAM Racing         | 1264 pts              |
| 7e                    | Demi Vollering        | Pays-Bas              | SD Worx-Protime            | 1096 pts              |
| 8e                    | Puck Pieterse         | Pays-Bas              | Fenix-Deceuninck           | 920 pts               |
| 9e                    | Pfeiffer Georgi       | Royaume-Uni           | Team dsm-firmenich PostNL  | 852 pts               |
| 10e                   | Neve Bradbury         | Australie             | Canyon-SRAM Racing         | 774 pts               |

| Classement par points | Classement par points | Classement par points | Classement par points      | Classement par points |
| Coureuse              | Coureuse              | Pays                  | Équipe                     | Points                |
| --------------------- | --------------------- | --------------------- | -------------------------- | --------------------- |
| 1re                   | Lotte Kopecky         | Belgique              | SD Worx-Protime            | 2146 pts              |
| 2e                    | Elisa Longo Borghini  | Italie                | Lidl-Trek                  | 1883 pts              |
| 3e                    | Elisa Balsamo         | Italie                | Lidl-Trek                  | 1828 pts              |
| 4e                    | Lorena Wiebes         | Pays-Bas              | SD Worx-Protime            | 1532 pts              |
| 5e                    | Marianne Vos          | Pays-Bas              | Team Visma \| Lease a Bike | 1440 pts              |
| 6e                    | Katarzyna Niewiadoma  | Pologne               | Canyon-SRAM Racing         | 1264 pts              |
| 7e                    | Demi Vollering        | Pays-Bas              | SD Worx-Protime            | 1096 pts              |
| 8e                    | Puck Pieterse         | Pays-Bas              | Fenix-Deceuninck           | 920 pts               |
| 9e                    | Pfeiffer Georgi       | Royaume-Uni           | Team dsm-firmenich PostNL  | 852 pts               |
| 10e                   | Neve Bradbury         | Australie             | Canyon-SRAM Racing         | 774 pts               |

| Classement du meilleur jeune | Classement du meilleur jeune | Classement du meilleur jeune | Classement du meilleur jeune | Classement du meilleur jeune |
| Coureuse                     | Coureuse                     | Pays                         | Équipe                       | Points                       |
| ---------------------------- | ---------------------------- | ---------------------------- | ---------------------------- | ---------------------------- |
| 1re                          | Puck Pieterse                | Pays-Bas                     | Fenix-Deceuninck             | 30 pts                       |
| 2e                           | Shirin van Anrooij           | Pays-Bas                     | Lidl-Trek                    | 30 pts                       |
| 3e                           | Neve Bradbury                | Australie                    | Canyon-SRAM Racing           | 20 pts                       |

| Classement du meilleur jeune | Classement du meilleur jeune | Classement du meilleur jeune | Classement du meilleur jeune | Classement du meilleur jeune |
| Coureuse                     | Coureuse                     | Pays                         | Équipe                       | Points                       |
| ---------------------------- | ---------------------------- | ---------------------------- | ---------------------------- | ---------------------------- |
| 1re                          | Puck Pieterse                | Pays-Bas                     | Fenix-Deceuninck             | 30 pts                       |
| 2e                           | Shirin van Anrooij           | Pays-Bas                     | Lidl-Trek                    | 30 pts                       |
| 3e                           | Neve Bradbury                | Australie                    | Canyon-SRAM Racing           | 20 pts                       |

| Classement par équipes aux points | Classement par équipes aux points | Classement par équipes aux points | Classement par équipes aux points |
| Équipe                            | Équipe                            | Pays                              | Points                            |
| --------------------------------- | --------------------------------- | --------------------------------- | --------------------------------- |
| 1re                               | Lidl-Trek                         | États-Unis                        | 5426 pts                          |
| 2e                                | SD Worx-Protime                   | Pays-Bas                          | 5107 pts                          |
| 3e                                | Canyon-SRAM Racing                | Allemagne                         | 3538 pts                          |
| 4e                                | Team Visma \| Lease a Bike        | Pays-Bas                          | 2662 pts                          |
| 5e                                | Team DSM-Firmenich PostNL         | Pays-Bas                          | 2621 pts                          |
| 6e                                | FDJ-Suez                          | France                            | 2560 pts                          |
| 7e                                | UAE Team ADQ                      | Émirats arabes unis               | 2405 pts                          |
| 8e                                | Fenix-Deceuninck                  | Belgique                          | 2038 pts                          |
| 9e                                | Liv AlUla Jayco                   | Australie                         | 1851 pts                          |
| 10e                               | AG Insurance-Soudal Team          | Belgique                          | 1570 pts                          |

| Classement par équipes aux points | Classement par équipes aux points | Classement par équipes aux points | Classement par équipes aux points |
| Équipe                            | Équipe                            | Pays                              | Points                            |
| --------------------------------- | --------------------------------- | --------------------------------- | --------------------------------- |
| 1re                               | Lidl-Trek                         | États-Unis                        | 5426 pts                          |
| 2e                                | SD Worx-Protime                   | Pays-Bas                          | 5107 pts                          |
| 3e                                | Canyon-SRAM Racing                | Allemagne                         | 3538 pts                          |
| 4e                                | Team Visma \| Lease a Bike        | Pays-Bas                          | 2662 pts                          |
| 5e                                | Team DSM-Firmenich PostNL         | Pays-Bas                          | 2621 pts                          |
| 6e                                | FDJ-Suez                          | France                            | 2560 pts                          |
| 7e                                | UAE Team ADQ                      | Émirats arabes unis               | 2405 pts                          |
| 8e                                | Fenix-Deceuninck                  | Belgique                          | 2038 pts                          |
| 9e                                | Liv AlUla Jayco                   | Australie                         | 1851 pts                          |
| 10e                               | AG Insurance-Soudal Team          | Belgique                          | 1570 pts                          |

## Liste des participantes
| Légende | Légende                                                                    | Légende | Légende                                                    |
| ------- | -------------------------------------------------------------------------- | ------- | ---------------------------------------------------------- |
| Num     | Dossard de départ porté par le coureur sur ce Liège-Bastogne-Liège         | Pos     | Position à l'arrivée de la course                          |
|         | Indique un maillot de champion national ou mondial, suivi de sa spécialité | NP      | Indique un coureur qui n'a pas pris le départ de la course |
| AB      | Indique un coureur qui n'a pas terminé la course                           | HD      | Indique un coureur qui a terminé la course hors des délais |

| SD Worx-Protime SDW | SD Worx-Protime SDW            | SD Worx-Protime SDW |
| ------------------- | ------------------------------ | ------------------- |
| Num                 | Coureuse                       | Pos                 |
| 1                   | Demi Vollering (NED) (route)   | 3e                  |
| 2                   | Mischa Bredewold (NED) (route) | 67e                 |
| 3                   | Niamh Fisher-Black (NZL)       | 10e                 |
| 4                   | Femke Gerritse (NED)           | 76e                 |
| 5                   | Lotte Kopecky (BEL) (route)    | 38e                 |
| 6                   | Blanka Vas (HUN) (route)       | 80e                 |

| Lidl-Trek LTK | Lidl-Trek LTK                      | Lidl-Trek LTK |
| ------------- | ---------------------------------- | ------------- |
| Num           | Coureuse                           | Pos           |
| 11            | Elisa Longo Borghini (ITA) (route) | 2e            |
| 12            | Lucinda Brand (NED)                | 72e           |
| 13            | Gaia Realini (ITA)                 | 40e           |
| 14            | Amanda Spratt (AUS)                | 57e           |
| 15            | Shirin van Anrooij (NED)           | 18e           |
| 16            | Ellen van Dijk (NED)               | 69e           |

| Team Visma \| Lease a Bike TVL | Team Visma \| Lease a Bike TVL | Team Visma \| Lease a Bike TVL |
| ------------------------------ | ------------------------------ | ------------------------------ |
| Num                            | Coureuse                       | Pos                            |
| 21                             | Marianne Vos (NED)             | 7e                             |
| 22                             | Mijntje Geurts (NED)           | 88e                            |
| 23                             | Anna Henderson (GBR)           | 14e                            |
| 24                             | Riejanne Markus (NED)          | 12e                            |
| 25                             | Rosita Reijnhout (NED)         | 74e                            |
| 26                             | Eva van Agt (NED)              | 73e                            |

| Canyon-SRAM Racing CSR | Canyon-SRAM Racing CSR     | Canyon-SRAM Racing CSR |
| ---------------------- | -------------------------- | ---------------------- |
| Num                    | Coureuse                   | Pos                    |
| 31                     | Katarzyna Niewiadoma (POL) | 5e                     |
| 32                     | Ricarda Bauernfeind (GER)  | 9e                     |
| 33                     | Neve Bradbury (AUS)        | 11e                    |
| 34                     | Elise Chabbey (SUI)        | 4e                     |
| 35                     | Soraya Paladin (ITA)       | 56e                    |

| Movistar Team MOV | Movistar Team MOV          | Movistar Team MOV |
| ----------------- | -------------------------- | ----------------- |
| Num               | Coureuse                   | Pos               |
| 41                | Olivia Baril (CAN)         | 96e               |
| 42                | Jelena Erić (SRB) (route)  | AB                |
| 43                | Sara Martín (ESP)          | 100e              |
| 44                | Mareille Meijering (NED)   | 27e               |
| 45                | Paula Patiño (COL) (route) | AB                |
| 46                | Claire Steels (GBR)        | 81e               |

| Laboral Kutxa-Fundación Euskadi LKF | Laboral Kutxa-Fundación Euskadi LKF | Laboral Kutxa-Fundación Euskadi LKF |
| ----------------------------------- | ----------------------------------- | ----------------------------------- |
| Num                                 | Coureuse                            | Pos                                 |
| 51                                  | Ane Santesteban (ESP)               | 36e                                 |
| 52                                  | Idoia Eraso (ESP)                   | AB                                  |
| 53                                  | Usoa Ostolaza (ESP)                 | 60e                                 |
| 54                                  | Nadia Quagliotto (ITA)              | AB                                  |
| 55                                  | Debora Silvestri (ITA)              | 30e                                 |
| 56                                  | Laura Tomasi (ITA)                  | AB                                  |

| Team dsm-firmenich PostNL DFP | Team dsm-firmenich PostNL DFP | Team dsm-firmenich PostNL DFP |
| ----------------------------- | ----------------------------- | ----------------------------- |
| Num                           | Coureuse                      | Pos                           |
| 61                            | Juliette Labous (FRA)         | 8e                            |
| 62                            | Francesca Barale (ITA)        | 97e                           |
| 63                            | Josie Nelson (GBR)            | AB                            |
| 64                            | Églantine Rayer (FRA)         | 90e                           |
| 65                            | Elise Uijen (NED)             | AB                            |
| 66                            | Nienke Vinke (NED)            | 20e                           |

| UAE Team ADQ UAD | UAE Team ADQ UAD                  | UAE Team ADQ UAD |
| ---------------- | --------------------------------- | ---------------- |
| Num              | Coureuse                          | Pos              |
| 71               | Silvia Persico (ITA)              | 13e              |
| 72               | Alena Amialiusik (BLR)            | 22e              |
| 73               | Anastasia Carbonari (LAT) (route) | AB               |
| 74               | Mikayla Harvey (NZL)              | 79e              |
| 75               | Erica Magnaldi (ITA)              | 31e              |
| 76               | Tereza Neumanová (CZE)            | AB               |

| Ceratizit-WNT Pro Cycling WNT | Ceratizit-WNT Pro Cycling WNT | Ceratizit-WNT Pro Cycling WNT |
| ----------------------------- | ----------------------------- | ----------------------------- |
| Num                           | Coureuse                      | Pos                           |
| 81                            | Cédrine Kerbaol (FRA)         | 16e                           |
| 82                            | Alice Maria Arzuffi (ITA)     | 53e                           |
| 83                            | Laura Asencio (FRA)           | 78e                           |
| 84                            | Nina Berton (LUX)             | 62e                           |
| 85                            | Marta Jaskulska (POL)         | 45e                           |
| 86                            | Marta Lach (POL)              | 44e                           |

| FDJ-Suez FST | FDJ-Suez FST        | FDJ-Suez FST |
| ------------ | ------------------- | ------------ |
| Num          | Coureuse            | Pos          |
| 91           | Marta Cavalli (ITA) | 71e          |
| 92           | Loes Adegeest (NED) | AB           |
| 93           | Grace Brown (AUS)   | 1re          |
| 94           | Léa Curinier (FRA)  | 68e          |
| 95           | Amber Kraak (NED)   | 49e          |
| 96           | Évita Muzic (FRA)   | 15e          |

| Fenix-Deceuninck FED | Fenix-Deceuninck FED          | Fenix-Deceuninck FED |
| -------------------- | ----------------------------- | -------------------- |
| Num                  | Coureuse                      | Pos                  |
| 101                  | Yara Kastelijn (NED)          | 19e                  |
| 102                  | Millie Couzens (GBR)          | 75e                  |
| 103                  | Greta Marturano (ITA)         | 29e                  |
| 104                  | Flora Perkins (GBR)           | 54e                  |
| 105                  | Pauliena Rooijakkers (NED)    | 35e                  |
| 106                  | Carina Schrempf (AUT) (route) | 55e                  |

| AG Insurance-Soudal Team AGS | AG Insurance-Soudal Team AGS | AG Insurance-Soudal Team AGS |
| ---------------------------- | ---------------------------- | ---------------------------- |
| Num                          | Coureuse                     | Pos                          |
| 111                          | Ashleigh Moolman (RSA)       | 41e                          |
| 112                          | Maaike Boogaard (NED)        | AB                           |
| 113                          | Justine Ghekiere (BEL)       | 28e                          |
| 114                          | Sarah Gigante (AUS)          | 42e                          |
| 115                          | Gaia Masetti (ITA)           | AB                           |
| 116                          | Julie Van de Velde (BEL)     | 58e                          |

| Liv AlUla Jayco LAJ | Liv AlUla Jayco LAJ       | Liv AlUla Jayco LAJ |
| ------------------- | ------------------------- | ------------------- |
| Num                 | Coureuse                  | Pos                 |
| 121                 | Mavi García (ESP) (route) | 24e                 |
| 122                 | Caroline Andersson (SWE)  | 25e                 |
| 123                 | Ingvild Gåskjenn (NOR)    | 21e                 |
| 124                 | Jeanne Korevaar (NED)     | AB                  |
| 125                 | Alexandra Manly (AUS)     | 65e                 |
| 126                 | Urška Žigart (SLO)        | 32e                 |

| EF Education-Cannondale EFC | EF Education-Cannondale EFC | EF Education-Cannondale EFC |
| --------------------------- | --------------------------- | --------------------------- |
| Num                         | Coureuse                    | Pos                         |
| 131                         | Kim Cadzow (NZL)            | 6e                          |
| 132                         | Clara Emond (CAN)           | 37e                         |
| 133                         | Veronica Ewers (USA)        | AB                          |
| 134                         | Clara Koppenburg (GER)      | 95e                         |
| 135                         | Elizabeth Stannard (AUS)    | 91e                         |
| 136                         | Magdeleine Vallieres (CAN)  | 34e                         |

| Cofidis COF | Cofidis COF          | Cofidis COF |
| ----------- | -------------------- | ----------- |
| Num         | Coureuse             | Pos         |
| 141         | Julie Bego (FRA)     | 47e         |
| 142         | Flavie Boulais (FRA) | AB          |
| 143         | Morgane Coston (FRA) | 93e         |
| 144         | Špela Kern (SLO)     | AB          |
| 145         | Hannah Ludwig (GER)  | AB          |
| 146         | Nikola Nosková (CZE) | AB          |

| Arkéa-B&B Hotels Women ARK | Arkéa-B&B Hotels Women ARK | Arkéa-B&B Hotels Women ARK |
| -------------------------- | -------------------------- | -------------------------- |
| Num                        | Coureuse                   | Pos                        |
| 151                        | Lotte Claes (BEL)          | 50e                        |
| 152                        | Valentina Cavallar (AUT)   | 82e                        |
| 153                        | Maaike Coljé (NED)         | AB                         |
| 154                        | Océane Mahé (FRA)          | 66e                        |
| 155                        | Anaïs Morichon (FRA)       | AB                         |
| 156                        | Titia Ryo (FRA)            | 101e                       |

| Uno-X Mobility UXM | Uno-X Mobility UXM            | Uno-X Mobility UXM |
| ------------------ | ----------------------------- | ------------------ |
| Num                | Coureuse                      | Pos                |
| 161                | Katrine Aalerud (NOR)         | 33e                |
| 162                | Solbjørk Minke Anderson (DEN) | 17e                |
| 163                | Simone Boilard (CAN)          | 26e                |
| 164                | Marte Berg Edseth (NOR)       | 63e                |
| 165                | Anouska Koster (NED)          | 64e                |
| 166                | Mie Bjørndal Ottestad (NOR)   | 61e                |

| Lifeplus Wahoo LPW | Lifeplus Wahoo LPW         | Lifeplus Wahoo LPW |
| ------------------ | -------------------------- | ------------------ |
| Num                | Coureuse                   | Pos                |
| 171                | Babette van der Wolf (NED) | AB                 |
| 172                | Heidi Franz (USA)          | AB                 |
| 173                | Alicia González (ESP)      | AB                 |
| 174                | Ella Jamieson (GBR)        | AB                 |
| 175                | Karin Söderqvist (SWE)     | 51e                |

| VolkerWessels VWT | VolkerWessels VWT           | VolkerWessels VWT |
| ----------------- | --------------------------- | ----------------- |
| Num               | Coureuse                    | Pos               |
| 181               | Margot Vanpachtenbeke (BEL) | 59e               |
| 182               | Valerie Demey (BEL)         | 99e               |
| 183               | Eline Jansen (NED)          | 46e               |
| 184               | Anne Knijnenburg (NED)      | 85e               |
| 185               | Quinty Schoens (NED)        | 77e               |
| 186               | Sabrina Stultiens (NED)     | 70e               |

| Roland CGS | Roland CGS                       | Roland CGS |
| ---------- | -------------------------------- | ---------- |
| Num        | Coureuse                         | Pos        |
| 191        | Elena Pirrone (ITA)              | AB         |
| 192        | Ántri Christofórou (CYP) (route) | AB         |
| 193        | Natalie Grinczer (GBR)           | 52e        |
| 194        | Elena Hartmann (SUI)             | 84e        |
| 195        | Anna Kiesenhofer (AUT)           | AB         |

| Lotto Dstny Ladies LDL | Lotto Dstny Ladies LDL      | Lotto Dstny Ladies LDL |
| ---------------------- | --------------------------- | ---------------------- |
| Num                    | Coureuse                    | Pos                    |
| 201                    | Audrey De Keersmaeker (BEL) | 83e                    |
| 202                    | Fauve Bastiaenssen (BEL)    | 102e                   |
| 203                    | Dina Boels (BEL)            | AB                     |
| 204                    | Esmée Gielkens (BEL)        | 92e                    |
| 205                    | Quinty van de Guchte (NED)  | 87e                    |
| 206                    | Anna van Wersch (NED)       | AB                     |

| Human Powered Health HPH | Human Powered Health HPH | Human Powered Health HPH |
| ------------------------ | ------------------------ | ------------------------ |
| Num                      | Coureuse                 | Pos                      |
| 211                      | Julia Biryukova (UKR)    | 98e                      |
| 212                      | Henrietta Christie (NZL) | 23e                      |
| 213                      | Ruth Edwards (USA)       | AB                       |
| 214                      | Barbara Malcotti (ITA)   | NP                       |
| 215                      | Marit Raaijmakers (NED)  | AB                       |
| 216                      | Silvia Zanardi (ITA)     | AB                       |

| Team Coop-Repsol HPU | Team Coop-Repsol HPU          | Team Coop-Repsol HPU |
| -------------------- | ----------------------------- | -------------------- |
| Num                  | Coureuse                      | Pos                  |
| 221                  | Stine Dale (NOR)              | 89e                  |
| 222                  | Sigrid Ytterhus Haugset (NOR) | 43e                  |
| 223                  | Tiril Jørgensen (NOR)         | 86e                  |
| 224                  | Stina Kagevi (SWE)            | AB                   |
| 225                  | Magdalene Lind (NOR)          | AB                   |
| 226                  | Mari Hole Mohr (NOR)          | AB                   |

| St Michel-Mavic-Auber 93 AUB | St Michel-Mavic-Auber 93 AUB | St Michel-Mavic-Auber 93 AUB |
| ---------------------------- | ---------------------------- | ---------------------------- |
| Num                          | Coureuse                     | Pos                          |
| 231                          | Marion Bunel (FRA)           | 39e                          |
| 232                          | Camille Fahy (FRA)           | 94e                          |
| 233                          | Victorie Guilman (FRA)       | AB                           |
| 234                          | Célia Le Mouël (FRA)         | AB                           |
| 235                          | Dilyxine Miermont (FRA)      | 48e                          |
| 236                          | Elyne Roussel (FRA)          | AB                           |

| SD Worx-Protime SDW | SD Worx-Protime SDW            | SD Worx-Protime SDW |
| ------------------- | ------------------------------ | ------------------- |
| Num                 | Coureuse                       | Pos                 |
| 1                   | Demi Vollering (NED) (route)   | 3e                  |
| 2                   | Mischa Bredewold (NED) (route) | 67e                 |
| 3                   | Niamh Fisher-Black (NZL)       | 10e                 |
| 4                   | Femke Gerritse (NED)           | 76e                 |
| 5                   | Lotte Kopecky (BEL) (route)    | 38e                 |
| 6                   | Blanka Vas (HUN) (route)       | 80e                 |

| Lidl-Trek LTK | Lidl-Trek LTK                      | Lidl-Trek LTK |
| ------------- | ---------------------------------- | ------------- |
| Num           | Coureuse                           | Pos           |
| 11            | Elisa Longo Borghini (ITA) (route) | 2e            |
| 12            | Lucinda Brand (NED)                | 72e           |
| 13            | Gaia Realini (ITA)                 | 40e           |
| 14            | Amanda Spratt (AUS)                | 57e           |
| 15            | Shirin van Anrooij (NED)           | 18e           |
| 16            | Ellen van Dijk (NED)               | 69e           |

| Team Visma \| Lease a Bike TVL | Team Visma \| Lease a Bike TVL | Team Visma \| Lease a Bike TVL |
| ------------------------------ | ------------------------------ | ------------------------------ |
| Num                            | Coureuse                       | Pos                            |
| 21                             | Marianne Vos (NED)             | 7e                             |
| 22                             | Mijntje Geurts (NED)           | 88e                            |
| 23                             | Anna Henderson (GBR)           | 14e                            |
| 24                             | Riejanne Markus (NED)          | 12e                            |
| 25                             | Rosita Reijnhout (NED)         | 74e                            |
| 26                             | Eva van Agt (NED)              | 73e                            |

| Canyon-SRAM Racing CSR | Canyon-SRAM Racing CSR     | Canyon-SRAM Racing CSR |
| ---------------------- | -------------------------- | ---------------------- |
| Num                    | Coureuse                   | Pos                    |
| 31                     | Katarzyna Niewiadoma (POL) | 5e                     |
| 32                     | Ricarda Bauernfeind (GER)  | 9e                     |
| 33                     | Neve Bradbury (AUS)        | 11e                    |
| 34                     | Elise Chabbey (SUI)        | 4e                     |
| 35                     | Soraya Paladin (ITA)       | 56e                    |

| Movistar Team MOV | Movistar Team MOV          | Movistar Team MOV |
| ----------------- | -------------------------- | ----------------- |
| Num               | Coureuse                   | Pos               |
| 41                | Olivia Baril (CAN)         | 96e               |
| 42                | Jelena Erić (SRB) (route)  | AB                |
| 43                | Sara Martín (ESP)          | 100e              |
| 44                | Mareille Meijering (NED)   | 27e               |
| 45                | Paula Patiño (COL) (route) | AB                |
| 46                | Claire Steels (GBR)        | 81e               |

| Laboral Kutxa-Fundación Euskadi LKF | Laboral Kutxa-Fundación Euskadi LKF | Laboral Kutxa-Fundación Euskadi LKF |
| ----------------------------------- | ----------------------------------- | ----------------------------------- |
| Num                                 | Coureuse                            | Pos                                 |
| 51                                  | Ane Santesteban (ESP)               | 36e                                 |
| 52                                  | Idoia Eraso (ESP)                   | AB                                  |
| 53                                  | Usoa Ostolaza (ESP)                 | 60e                                 |
| 54                                  | Nadia Quagliotto (ITA)              | AB                                  |
| 55                                  | Debora Silvestri (ITA)              | 30e                                 |
| 56                                  | Laura Tomasi (ITA)                  | AB                                  |

| Team dsm-firmenich PostNL DFP | Team dsm-firmenich PostNL DFP | Team dsm-firmenich PostNL DFP |
| ----------------------------- | ----------------------------- | ----------------------------- |
| Num                           | Coureuse                      | Pos                           |
| 61                            | Juliette Labous (FRA)         | 8e                            |
| 62                            | Francesca Barale (ITA)        | 97e                           |
| 63                            | Josie Nelson (GBR)            | AB                            |
| 64                            | Églantine Rayer (FRA)         | 90e                           |
| 65                            | Elise Uijen (NED)             | AB                            |
| 66                            | Nienke Vinke (NED)            | 20e                           |

| UAE Team ADQ UAD | UAE Team ADQ UAD                  | UAE Team ADQ UAD |
| ---------------- | --------------------------------- | ---------------- |
| Num              | Coureuse                          | Pos              |
| 71               | Silvia Persico (ITA)              | 13e              |
| 72               | Alena Amialiusik (BLR)            | 22e              |
| 73               | Anastasia Carbonari (LAT) (route) | AB               |
| 74               | Mikayla Harvey (NZL)              | 79e              |
| 75               | Erica Magnaldi (ITA)              | 31e              |
| 76               | Tereza Neumanová (CZE)            | AB               |

| Ceratizit-WNT Pro Cycling WNT | Ceratizit-WNT Pro Cycling WNT | Ceratizit-WNT Pro Cycling WNT |
| ----------------------------- | ----------------------------- | ----------------------------- |
| Num                           | Coureuse                      | Pos                           |
| 81                            | Cédrine Kerbaol (FRA)         | 16e                           |
| 82                            | Alice Maria Arzuffi (ITA)     | 53e                           |
| 83                            | Laura Asencio (FRA)           | 78e                           |
| 84                            | Nina Berton (LUX)             | 62e                           |
| 85                            | Marta Jaskulska (POL)         | 45e                           |
| 86                            | Marta Lach (POL)              | 44e                           |

| FDJ-Suez FST | FDJ-Suez FST        | FDJ-Suez FST |
| ------------ | ------------------- | ------------ |
| Num          | Coureuse            | Pos          |
| 91           | Marta Cavalli (ITA) | 71e          |
| 92           | Loes Adegeest (NED) | AB           |
| 93           | Grace Brown (AUS)   | 1re          |
| 94           | Léa Curinier (FRA)  | 68e          |
| 95           | Amber Kraak (NED)   | 49e          |
| 96           | Évita Muzic (FRA)   | 15e          |

| Fenix-Deceuninck FED | Fenix-Deceuninck FED          | Fenix-Deceuninck FED |
| -------------------- | ----------------------------- | -------------------- |
| Num                  | Coureuse                      | Pos                  |
| 101                  | Yara Kastelijn (NED)          | 19e                  |
| 102                  | Millie Couzens (GBR)          | 75e                  |
| 103                  | Greta Marturano (ITA)         | 29e                  |
| 104                  | Flora Perkins (GBR)           | 54e                  |
| 105                  | Pauliena Rooijakkers (NED)    | 35e                  |
| 106                  | Carina Schrempf (AUT) (route) | 55e                  |

| AG Insurance-Soudal Team AGS | AG Insurance-Soudal Team AGS | AG Insurance-Soudal Team AGS |
| ---------------------------- | ---------------------------- | ---------------------------- |
| Num                          | Coureuse                     | Pos                          |
| 111                          | Ashleigh Moolman (RSA)       | 41e                          |
| 112                          | Maaike Boogaard (NED)        | AB                           |
| 113                          | Justine Ghekiere (BEL)       | 28e                          |
| 114                          | Sarah Gigante (AUS)          | 42e                          |
| 115                          | Gaia Masetti (ITA)           | AB                           |
| 116                          | Julie Van de Velde (BEL)     | 58e                          |

| Liv AlUla Jayco LAJ | Liv AlUla Jayco LAJ       | Liv AlUla Jayco LAJ |
| ------------------- | ------------------------- | ------------------- |
| Num                 | Coureuse                  | Pos                 |
| 121                 | Mavi García (ESP) (route) | 24e                 |
| 122                 | Caroline Andersson (SWE)  | 25e                 |
| 123                 | Ingvild Gåskjenn (NOR)    | 21e                 |
| 124                 | Jeanne Korevaar (NED)     | AB                  |
| 125                 | Alexandra Manly (AUS)     | 65e                 |
| 126                 | Urška Žigart (SLO)        | 32e                 |

| EF Education-Cannondale EFC | EF Education-Cannondale EFC | EF Education-Cannondale EFC |
| --------------------------- | --------------------------- | --------------------------- |
| Num                         | Coureuse                    | Pos                         |
| 131                         | Kim Cadzow (NZL)            | 6e                          |
| 132                         | Clara Emond (CAN)           | 37e                         |
| 133                         | Veronica Ewers (USA)        | AB                          |
| 134                         | Clara Koppenburg (GER)      | 95e                         |
| 135                         | Elizabeth Stannard (AUS)    | 91e                         |
| 136                         | Magdeleine Vallieres (CAN)  | 34e                         |

| Cofidis COF | Cofidis COF          | Cofidis COF |
| ----------- | -------------------- | ----------- |
| Num         | Coureuse             | Pos         |
| 141         | Julie Bego (FRA)     | 47e         |
| 142         | Flavie Boulais (FRA) | AB          |
| 143         | Morgane Coston (FRA) | 93e         |
| 144         | Špela Kern (SLO)     | AB          |
| 145         | Hannah Ludwig (GER)  | AB          |
| 146         | Nikola Nosková (CZE) | AB          |

| Arkéa-B&B Hotels Women ARK | Arkéa-B&B Hotels Women ARK | Arkéa-B&B Hotels Women ARK |
| -------------------------- | -------------------------- | -------------------------- |
| Num                        | Coureuse                   | Pos                        |
| 151                        | Lotte Claes (BEL)          | 50e                        |
| 152                        | Valentina Cavallar (AUT)   | 82e                        |
| 153                        | Maaike Coljé (NED)         | AB                         |
| 154                        | Océane Mahé (FRA)          | 66e                        |
| 155                        | Anaïs Morichon (FRA)       | AB                         |
| 156                        | Titia Ryo (FRA)            | 101e                       |

| Uno-X Mobility UXM | Uno-X Mobility UXM            | Uno-X Mobility UXM |
| ------------------ | ----------------------------- | ------------------ |
| Num                | Coureuse                      | Pos                |
| 161                | Katrine Aalerud (NOR)         | 33e                |
| 162                | Solbjørk Minke Anderson (DEN) | 17e                |
| 163                | Simone Boilard (CAN)          | 26e                |
| 164                | Marte Berg Edseth (NOR)       | 63e                |
| 165                | Anouska Koster (NED)          | 64e                |
| 166                | Mie Bjørndal Ottestad (NOR)   | 61e                |

| Lifeplus Wahoo LPW | Lifeplus Wahoo LPW         | Lifeplus Wahoo LPW |
| ------------------ | -------------------------- | ------------------ |
| Num                | Coureuse                   | Pos                |
| 171                | Babette van der Wolf (NED) | AB                 |
| 172                | Heidi Franz (USA)          | AB                 |
| 173                | Alicia González (ESP)      | AB                 |
| 174                | Ella Jamieson (GBR)        | AB                 |
| 175                | Karin Söderqvist (SWE)     | 51e                |

| VolkerWessels VWT | VolkerWessels VWT           | VolkerWessels VWT |
| ----------------- | --------------------------- | ----------------- |
| Num               | Coureuse                    | Pos               |
| 181               | Margot Vanpachtenbeke (BEL) | 59e               |
| 182               | Valerie Demey (BEL)         | 99e               |
| 183               | Eline Jansen (NED)          | 46e               |
| 184               | Anne Knijnenburg (NED)      | 85e               |
| 185               | Quinty Schoens (NED)        | 77e               |
| 186               | Sabrina Stultiens (NED)     | 70e               |

| Roland CGS | Roland CGS                       | Roland CGS |
| ---------- | -------------------------------- | ---------- |
| Num        | Coureuse                         | Pos        |
| 191        | Elena Pirrone (ITA)              | AB         |
| 192        | Ántri Christofórou (CYP) (route) | AB         |
| 193        | Natalie Grinczer (GBR)           | 52e        |
| 194        | Elena Hartmann (SUI)             | 84e        |
| 195        | Anna Kiesenhofer (AUT)           | AB         |

| Lotto Dstny Ladies LDL | Lotto Dstny Ladies LDL      | Lotto Dstny Ladies LDL |
| ---------------------- | --------------------------- | ---------------------- |
| Num                    | Coureuse                    | Pos                    |
| 201                    | Audrey De Keersmaeker (BEL) | 83e                    |
| 202                    | Fauve Bastiaenssen (BEL)    | 102e                   |
| 203                    | Dina Boels (BEL)            | AB                     |
| 204                    | Esmée Gielkens (BEL)        | 92e                    |
| 205                    | Quinty van de Guchte (NED)  | 87e                    |
| 206                    | Anna van Wersch (NED)       | AB                     |

| Human Powered Health HPH | Human Powered Health HPH | Human Powered Health HPH |
| ------------------------ | ------------------------ | ------------------------ |
| Num                      | Coureuse                 | Pos                      |
| 211                      | Julia Biryukova (UKR)    | 98e                      |
| 212                      | Henrietta Christie (NZL) | 23e                      |
| 213                      | Ruth Edwards (USA)       | AB                       |
| 214                      | Barbara Malcotti (ITA)   | NP                       |
| 215                      | Marit Raaijmakers (NED)  | AB                       |
| 216                      | Silvia Zanardi (ITA)     | AB                       |

| Team Coop-Repsol HPU | Team Coop-Repsol HPU          | Team Coop-Repsol HPU |
| -------------------- | ----------------------------- | -------------------- |
| Num                  | Coureuse                      | Pos                  |
| 221                  | Stine Dale (NOR)              | 89e                  |
| 222                  | Sigrid Ytterhus Haugset (NOR) | 43e                  |
| 223                  | Tiril Jørgensen (NOR)         | 86e                  |
| 224                  | Stina Kagevi (SWE)            | AB                   |
| 225                  | Magdalene Lind (NOR)          | AB                   |
| 226                  | Mari Hole Mohr (NOR)          | AB                   |

| St Michel-Mavic-Auber 93 AUB | St Michel-Mavic-Auber 93 AUB | St Michel-Mavic-Auber 93 AUB |
| ---------------------------- | ---------------------------- | ---------------------------- |
| Num                          | Coureuse                     | Pos                          |
| 231                          | Marion Bunel (FRA)           | 39e                          |
| 232                          | Camille Fahy (FRA)           | 94e                          |
| 233                          | Victorie Guilman (FRA)       | AB                           |
| 234                          | Célia Le Mouël (FRA)         | AB                           |
| 235                          | Dilyxine Miermont (FRA)      | 48e                          |
| 236                          | Elyne Roussel (FRA)          | AB                           |